# 蘇明良
蘇明良（1682年—1742年），字虞廷，號省齋，福建海澄（今龍海市）人，清朝武官。
雍正十年（1732年）奉旨調任前往台灣，接任呂瑞麟擔任台灣鎮總兵。是台灣清治時期此期間，受台灣道制約的台灣地區最高軍事首長。
| 前任： 呂瑞麟 | 台灣鎮總兵 1732年上任 | 繼任： 馬驥 |